# Ronald Welch
Ronald Welch född 1909, död 1982, var en pseudonym för den brittiska författaren Ronald Oliver Felton. Han tog namnet från regementet där han tjänstgjorde under kriget. Han var under många år rektor för Okehampton Grammar School i Devon.
Welch undervisade vid Bedford Modern School när andra världskriget bröt ut. Han var löjtnant vid Officers' Training Corps contingent. 1940 utsågs han till löjtnant vid Welch-regementet och avancerade senare till majors grad.

## Verk

## Priser och utmärkelser
- Carnegie Medal 1954 för Knight Crusader